# Seznam lihovarů v Praze
Seznam lihovarů v Praze obsahuje lihovary a vinopalny založené v Praze a obcích sousedních, které byly později k Praze připojeny. Lihovary jsou řazeny podle abecedy. Seznam není úplný.

## Lihovary
- Dolnopočernická vinopalna
- Holešovický lihovar (Komunardů)
- Hornolibeňský lihovar (Vinopalnická)
- Libeňský lihovar
- Netlucký lihovar
- U Štajgrů (Vodičkova)
- Uhříněveský lihovar
- Zlíchovský lihovar